# Lula Marques
Lula Marques é um fotógrafo brasileiro. Dentre prêmios conquistados, constam o Prêmio Folha de Fotografia de 1999 e o Prêmio Esso de Jornalismo em 2000.

## Biografia
Lula Marques nasceu em Brasília. Trabalhou durante 11 anos no Correio Braziliense, empresa na qual passou por várias funções. Marques é alvo de um processo movido pelo presidente Jair Bolsonaro e pelo seu filho, o deputado federal Eduardo Bolsonaro (PSL-SP).

## Exposições
- (2012) Lula Marques – Um olhar Ético sobre o Fotojornalismo[1] - na Galeria Olho de Águia, em Taguatinga Norte